# Marque (Musiker)

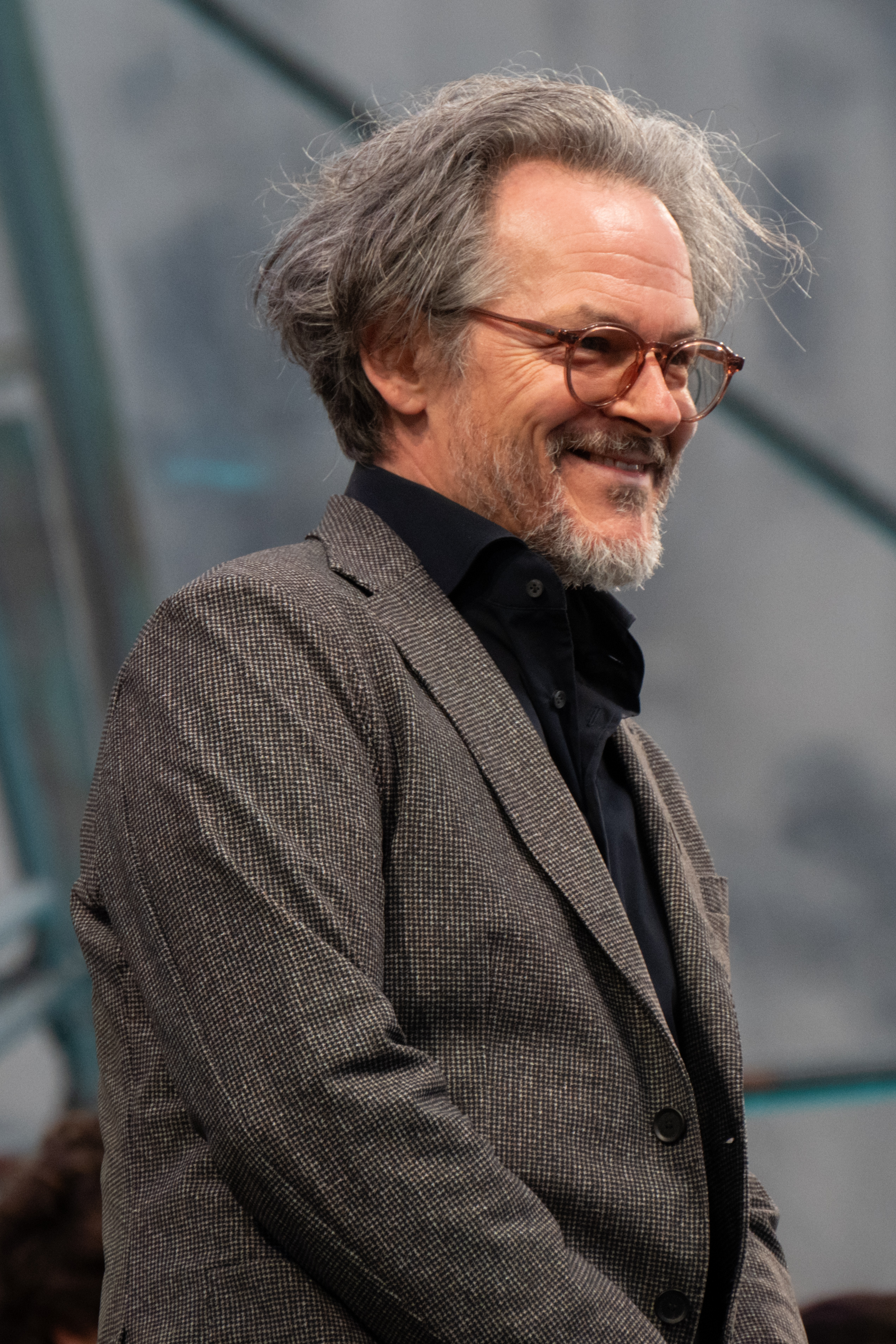
Markus Nigsch (2025)

Marque (* 2. September 1971 in Altstätten, Schweiz; eigentlich Marcus Nigsch) ist ein österreichischer Komponist, Sänger, Musikproduzent und Songwriter.

## Leben
Der in Feldkirch aufgewachsene Marcus Nigsch entdeckte schon früh seine Leidenschaft für Musik und erlernte autodidaktisch als Internatsschüler im dortigen Musikzimmer mehrere Instrumente. Mit 16 Jahren besuchte er die Jazzschule in St. Gallen. Er setzte seine musikalische Ausbildung an der Züricher Musikuniversität fort, wo er bei Thomas Gerlich und später bei Martin Skamletz Harmonielehre und Kontrapunkt studierte. Zuletzt absolvierte er ein Kompositionsstudium am Vorarlberger Landeskonservatorium bei Herbert Willi mit Auszeichnung.
Unter dem Künstlernamen Marque brachte er 1995 sein erstes Album Wanna Make Love to You heraus und spielte dabei fast alle Instrumente selbst ein. Den endgültigen Durchbruch hatte er im Jahr 2000 mit seiner Hitsingle One to Make Her Happy aus seinem dritten Album Freedomland, für die er mit dem Amadeus Austrian Music Award ausgezeichnet wurde.
2005 belegte er beim österreichischen Vorentscheid zum Eurovision Song Contest 2005 mit den Liedern Who You Are den sechsten und mit In the Universe den achten Platz. 2007 komponierte Marque für die ökumenische Willkommensfeier „Moving Souls“ der Gymnaestrada Choräle, die vom Kammerchor Feldkirch uraufgeführt wurden. Die Texte dieser Choräle stammen vom österreichischen Theaterautor Fritz Schindlecker.
2010 war er unter dem Pseudonym “The Slag” Mitautor und Produzent des Albums Soul Is Heavy der nigerianischen Sängerin Nneka. 2011 veröffentlichte Marque unter dem Namen Geordie Gill das Album Untimely Adventures in einer limitierten Auflage. Die Platte beinhaltet altenglisches Liedgut vermischt mit neoklassizistischen Arrangements.
Das Kompositionsstudium bei Herbert Willi markierte seinen Rückzug aus der Popmusik. Er begründet das folgendermaßen:
„Es ist mir nach und nach klar geworden, dass ich lieber schöpferisch arbeiten möchte und weniger als Interpret“

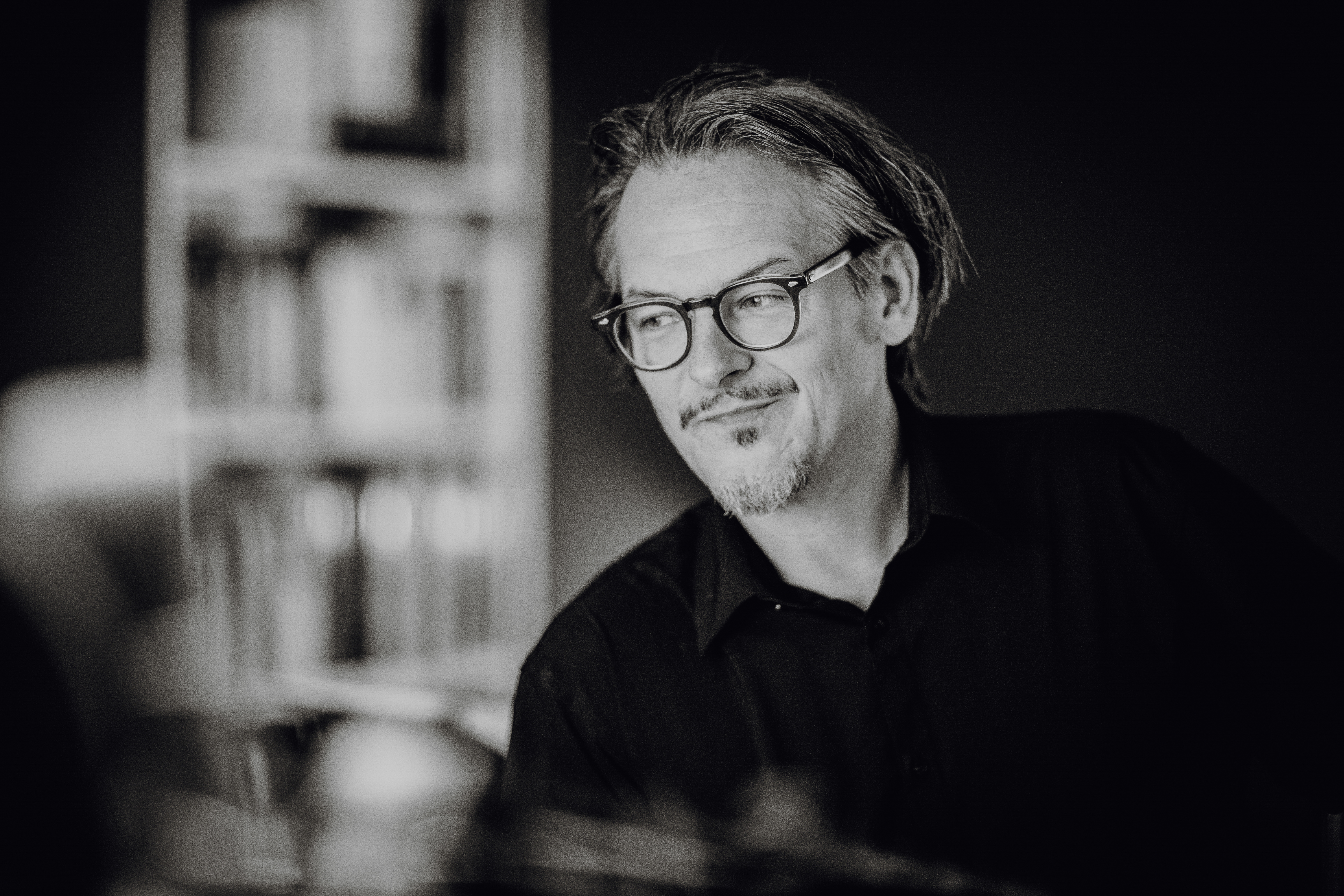
Markus Nigsch Feldkirch

Marcus Nigsch befasst sich seither vor allem mit Filmmusik, Theatermusik und Konzertmusik.
2008 bis 2011 verfasste Nigsch die Filmmusik für die ORF-Serie Die Lottosieger. 2012 war er auch Preisträger des Wiener Filmmusik-Preises. Für die Musik zum Film Die Mamba von Ali Samadi Ahadi mit Michael Niavarani und Christoph Maria Herbst wurde er 2015 für den Österreichischen Filmpreis nominiert. Daraufhin entstanden Vertonungen weiterer Filme und Dokumentationen wie Der Blunzenkönig, Die grüne Lüge, Viva la Vulva.
2013 schrieb er für das Vorarlberger Landestheater die Semi-Oper Gefährliche Liebschaften nach dem Briefroman von Pierre-Ambroise-François Choderlos de Laclos. 2014 komponierte Nigsch das Singspiel für Kammerorchester Das große Welttheater in einer Bearbeitung von Michael Wallner nach Pedro Calderón de la Barca, das vom Vorarlberger Landestheater in mehreren Freilichtaufführungen in Bildstein gespielt wurde.
2012 erfuhr Marcus Nigsch seine erste Anerkennung als Komponist klassischer Musik. In diesem Jahr wurde sein noch während des Studiums entstandenes Klaviertrio Fröhjaar (Trio für Violine, Cello und Klavier) mit dem 3. Platz des Kompositionswettbewerbs der Franz-Josef Reinl Stiftung preisgekrönt. Es folgten weitere Werke wie das Konzert für Fagott und Streichorchester (2016), ein Jahr danach schrieb er im Auftrag des  Vorarlberger Symphonieorchesters das Konzert Leptir – Un Viaggio für Akkordeon und Orchester. Letzteres komponierte Nigsch für den Solisten Goran Kovačević.
2018 wurde ihm der Kompositionspreis des Landes Vorarlberg einstimmig zugesprochen. Besonders die ideenreiche und allgemein verständliche musikalische Sprache wurde als herausragendes künstlerisches Wesensmerkmal hervorgehoben. Weiters attestierte die Jury der erweiterten Kunstkommission dem Komponisten neben der „hervorragenden handwerklichen Meisterschaft“ auch eine unglaubliche Fülle an Kreativität und Ideenreichtum.
Marcus Nigsch hat eine enge Verbindung zu den Bregenzer Festspielen. Zum 75-jährigen Jubiläum 2021 schrieb er das Orchesterwerk In freier Natur, eine Schwärmerei, das die Wiener Symphoniker unter der Leitung von Dirk Kaftan uraufführten. 2024 folgte der Liederzyklus Landkarte eines Verbrechens mit Texten von Michael Köhlmeier.
Zu ihrem 125. Geburtstag komponierte Marcus Nigsch im Auftrag der Wiener Symphoniker und der Gesellschaft der Musikfreunde das Cellokonzert N.1 Versus. Seine Uraufführung erlebte das Werk im Januar 2025 im Goldenen Saal des Musikvereins Wien unter Leitung des Dirigenten Patrick Hahn und mit dem Solisten Kian Soltani. Der Musikkritiker Walter Dobner attestierte dem Werk in Die Presse eine genreübergreifende Vielseitigkeit, die „klassischen Ernst mit pointierter Unterhaltung verknüpft“.
Marcus Nigsch ist Mitglied der Europäischen Filmakademie, der Akademie des Österreichischen Films sowie des Österreichischen Komponistenbundes.
Nigsch wohnt in Feldkirch.

### Persönliches
Von 2005 bis zum Frühjahr 2007 war er mit der österreichischen Fernsehmoderatorin Mirjam Weichselbraun liiert.

## Diskografie

### Alben
| Jahr | Titel       | Höchstplatzierung, Gesamtwochen, AuszeichnungChartsChartplatzierungen (Jahr, Titel, Platzierungen, Wochen, Auszeichnungen, Anmerkungen) | Anmerkungen                     |
| Jahr | Titel       | CH | Anmerkungen                     |
| ---- | ----------- | --- | ------------------------------- |
| 2000 | Freedomland | CH56 (6 Wo.)CH | Erstveröffentlichung: Juni 2000 |

Weitere Alben
- 1995: Wanna Make Love to You
- 1997: Fonkononia
- 2000: 1994–1997: Best of
- 2003: Pirate of My Soul
- 2004: Transparent
- 2011: Untimely Adventures (als Geordie Gill)

### Singles
| Jahr | Titel Album                                 | Höchstplatzierung, Gesamtwochen, AuszeichnungChartplatzierungen (Jahr, Titel, Album, Platzierungen, Wochen, Auszeichnungen, Anmerkungen) | Höchstplatzierung, Gesamtwochen, AuszeichnungChartplatzierungen (Jahr, Titel, Album, Platzierungen, Wochen, Auszeichnungen, Anmerkungen) | Höchstplatzierung, Gesamtwochen, AuszeichnungChartplatzierungen (Jahr, Titel, Album, Platzierungen, Wochen, Auszeichnungen, Anmerkungen) | Anmerkungen                                       |
| Jahr | Titel Album                                 | DE | AT | CH | Anmerkungen                                       |
| ---- | ------------------------------------------- | --- | --- | --- | ------------------------------------------------- |
| 1995 | Something in My Eyes Wanna Make Love to You | DE78 (8 Wo.)DE | — | — | Erstveröffentlichung: Oktober 1995                |
| 2000 | One to Make Her Happy Freedomland           | DE14 (19 Wo.)DE | AT3 Gold · (17 Wo.)AT | CH26 (25 Wo.)CH | Erstveröffentlichung: April 2000                  |
| 2000 | Electronic Lady Freedomland                 | DE32 (10 Wo.)DE | AT5 (16 Wo.)AT | CH89 (1 Wo.)CH | Erstveröffentlichung: September 2000              |
| 2001 | Reaching for the Stars –                    | — | AT28 (7 Wo.)AT | — | Erstveröffentlichung: Januar 2001 mit Joni Madden |
| 2001 | Rose without a Thorn –                      | DE85 (3 Wo.)DE | AT49 (12 Wo.)AT | — | Erstveröffentlichung: Mai 2001                    |
| 2002 | Wonderman Pirate of my Soul                 | DE61 (5 Wo.)DE | AT57 (6 Wo.)AT | — | Erstveröffentlichung: Juli 2002                   |

Weitere Singles
- 1996: Sophisticated Mother
- 1996: God Gave Me a Sign
- 1997: Charlie’s Letter
- 1997: She Walks
- 2000: River
- 2002: Two More Lonely People
- 2003: The Reason Why
- 2004: Sorry but I Wonder
- 2004: Superstar
- 2005: Who You Are

## Filmmusik
- 2008–2011: Die Lottosieger 30 Folgen (TV-Serie)
- 2014: Die Mamba
- 2015: Morgenland im Abendland (TV-Dokumentation)
- 2015: Der Blunzenkönig
- 2015: Alles unter Kontrolle
- 2016: Die Königin von Wien (TV-Dokumentation)
- 2018: Die grüne Lüge
- 2018: Viva la Vulva (TV-Dokumentation)
- 2019: Exploring Hans Hass
- 2019: Die Unbeugsamen – Drei Frauen und ihr Weg zum Wahlrecht (TV-Dokumentation)
- 2020: Rettet das Dorf
- 2024: Husky Toni – go ahead
- 2025: The Spies among us

## Theatermusik
- 2013: Gefährliche Liebschaften (Semi-Oper), Regie: Paul Lerchbaumer
- 2014: Das große Welttheater (Singspiel für Kammerorchester), Regie: Michael Wallner
- 2018: Am Zug (Theater), Regie: Brigitte Walk
- 2019: Bin noch in Tanger und darf nicht reisen – Therese (Theater), Regie: Brigitte Walk

## Auszeichnungen
Amadeus Austrian Music Award
- 2001: Newcomer des Jahres, national – Freedomland
- 2001: Single des Jahres, national – One to Make Her Happy

Kompositionspreise
- 2012: 3ter Platz Fröhjaar, Trio für Violine, Cello und Klavier (Franz Josef Reinl Stiftung)
- 2012: Preisträger des Wiener Filmmusikpreis (gestiftet von der Stadt Wien)
- 2014: Preisträger Kunstförderpreis des Landes Vorarlberg[7]
- 2018: Kompositionspreis des Landes Vorarlberg[8]

Österreichischer Filmpreis
- 2015 nominiert für beste Musik in Die Mamba[9]